# Manna-Esche
Die Manna-Esche (Fraxinus ornus), alternativ auch Blumen-Esche oder Schmuck-Esche genannt, ist eine Pflanzenart aus der Gattung der Eschen (Fraxinus) innerhalb der Familie der Ölbaumgewächse (Oleaceae). Ihren Namen verdankt sie dem Saft, der aus angeritzten Ästen und Zweigen austritt und schnell erhärtet. Der Saft enthält neben einigen anderen Inhaltsstoffen den süß schmeckenden, sechs-wertigen Alkohol Mannitol und ist daher für die medizinische Anwendung interessant. In Süditalien wird die Manna-Esche zur Gewinnung des Siebröhrensaftes („Manna“) in Plantagen angebaut.

## Beschreibung

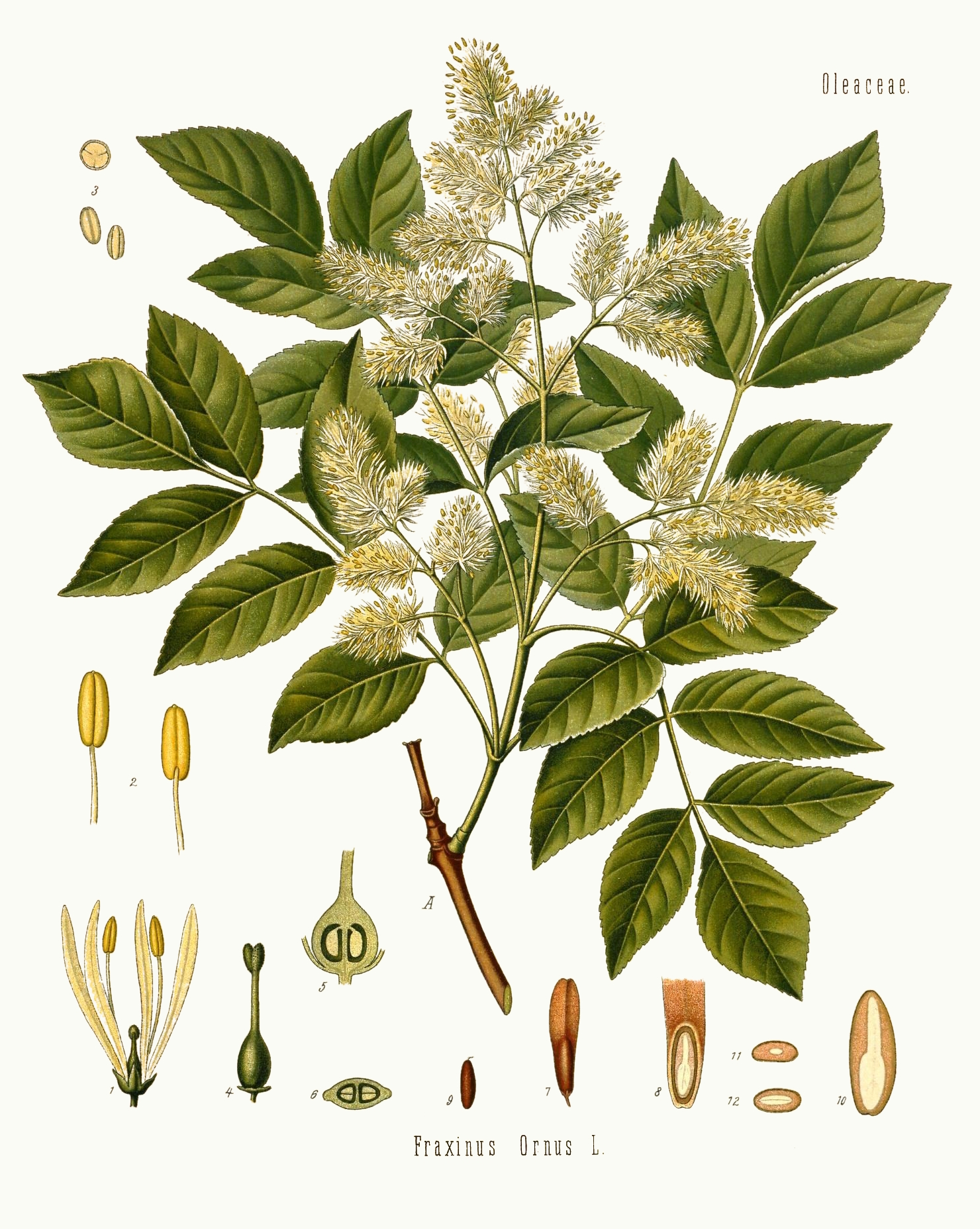
Illustration

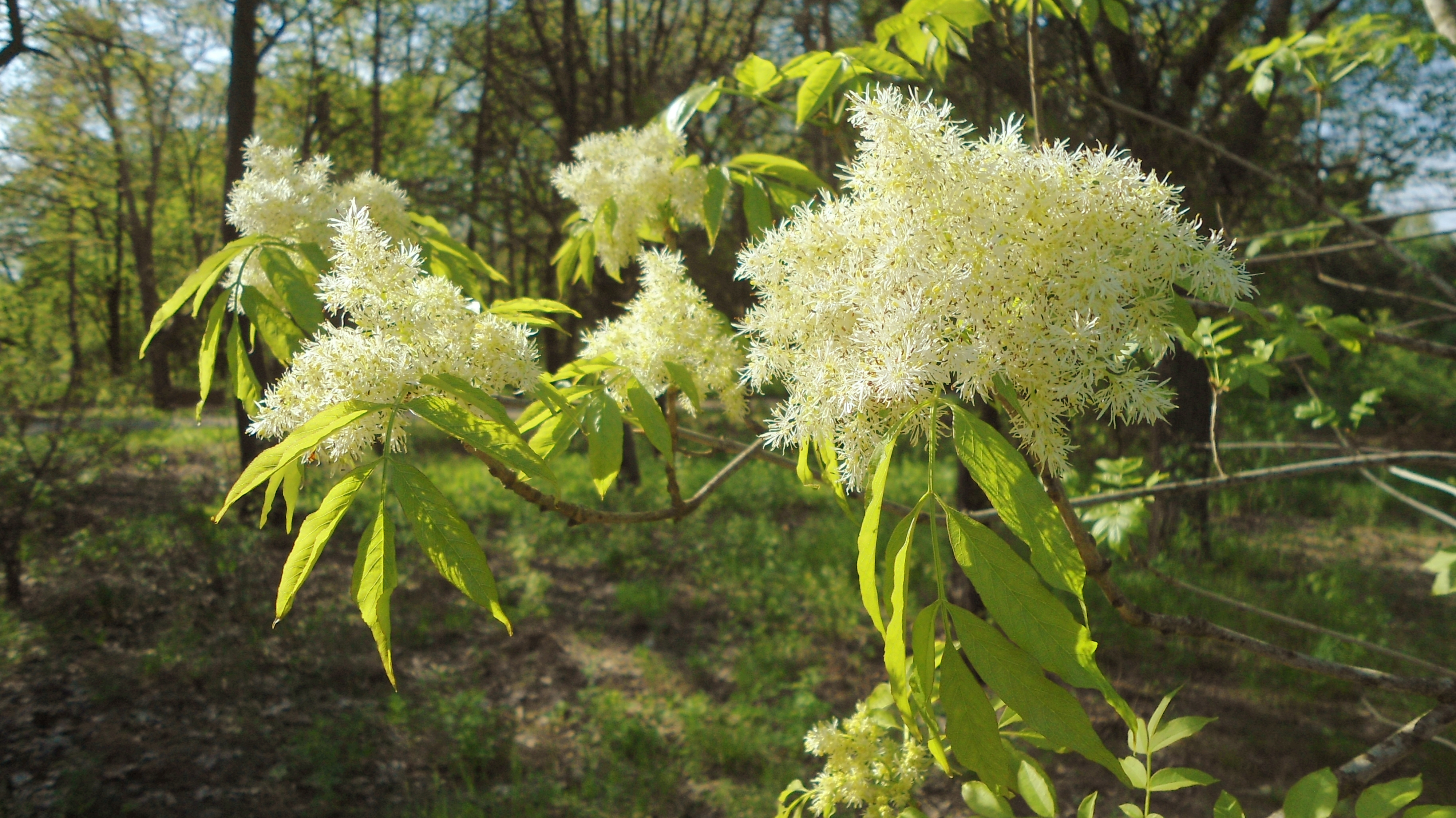
Blütenstände

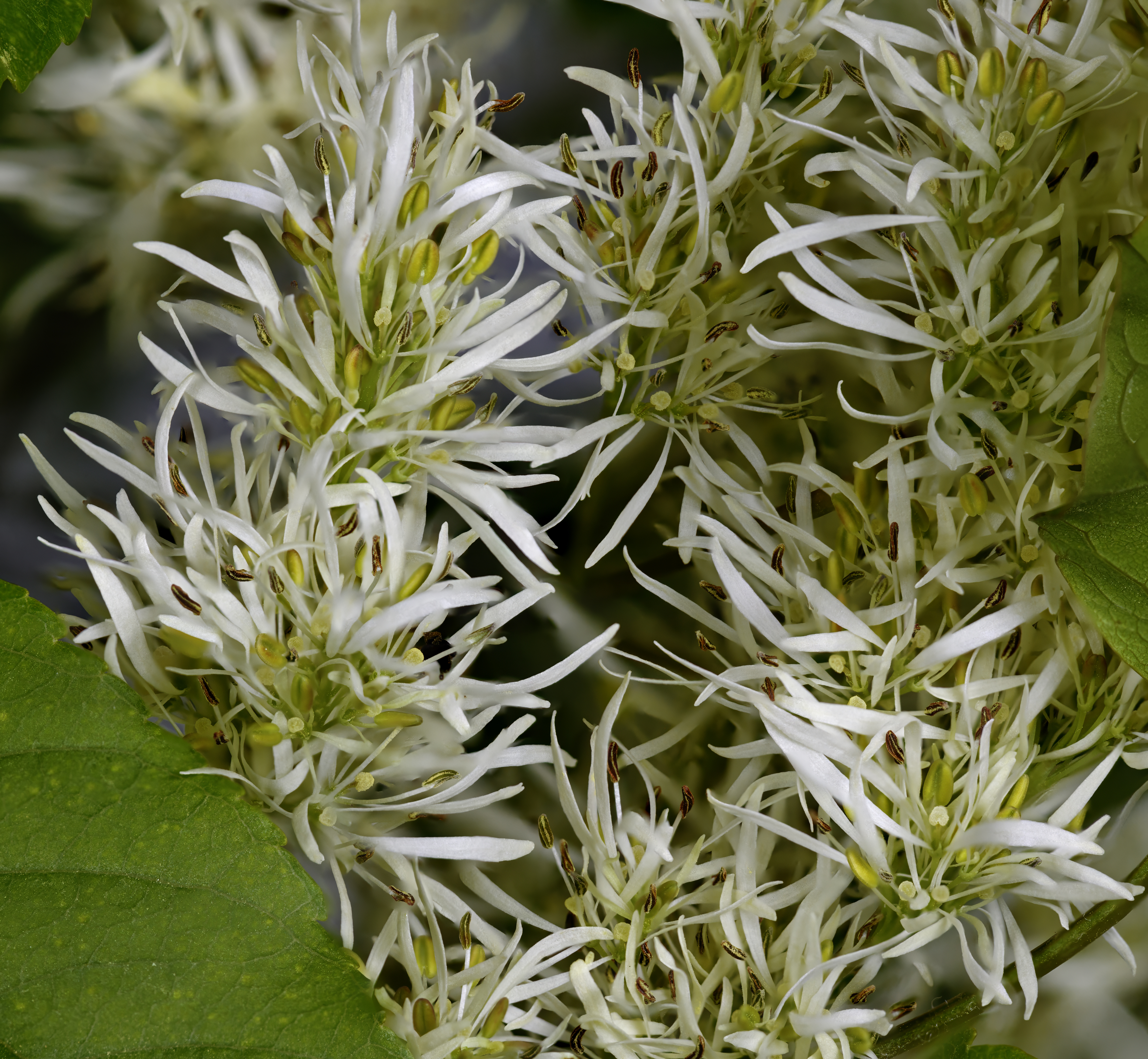
Blütenstand im Detail

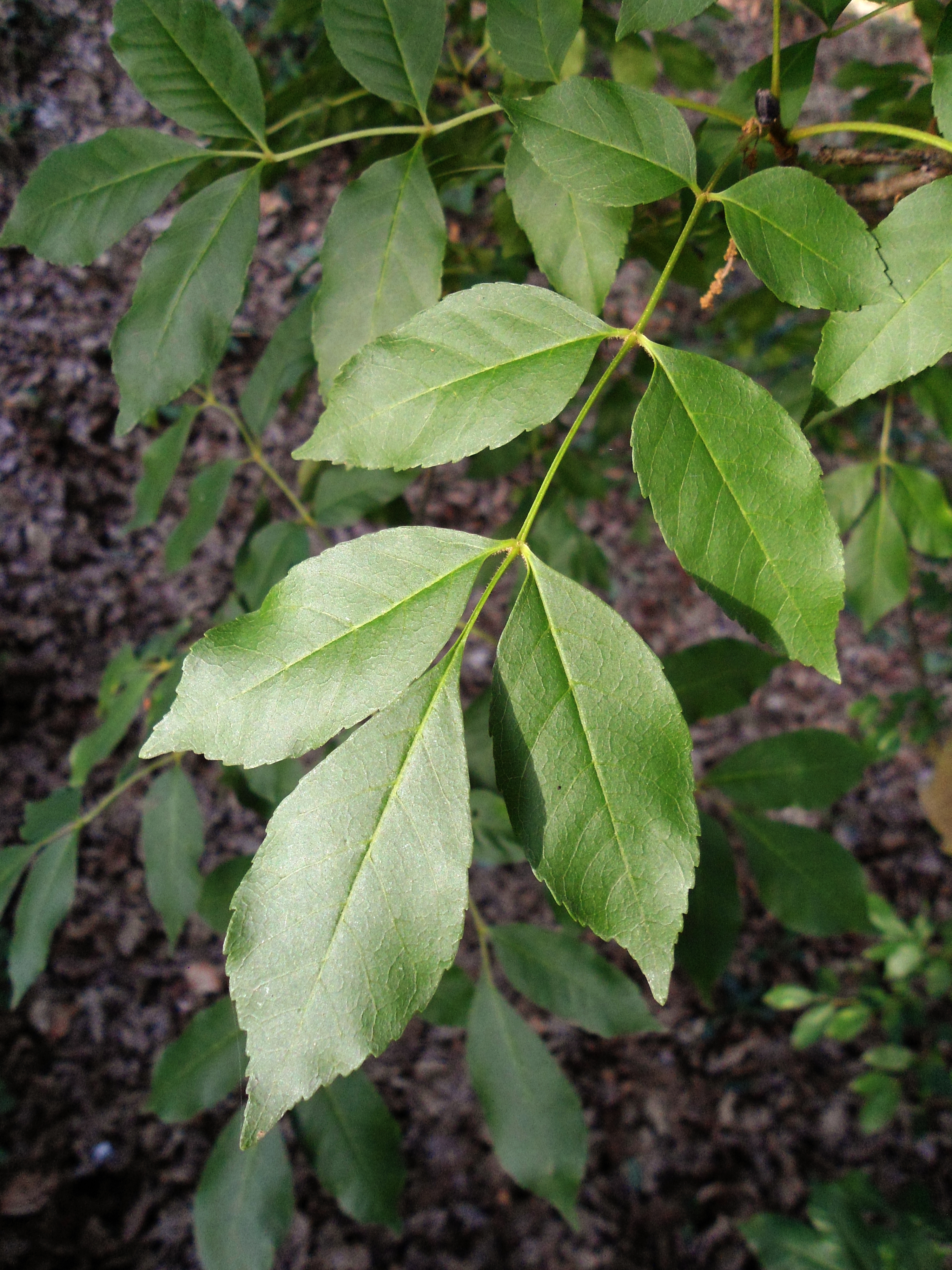
Gefiedertes Laubblatt

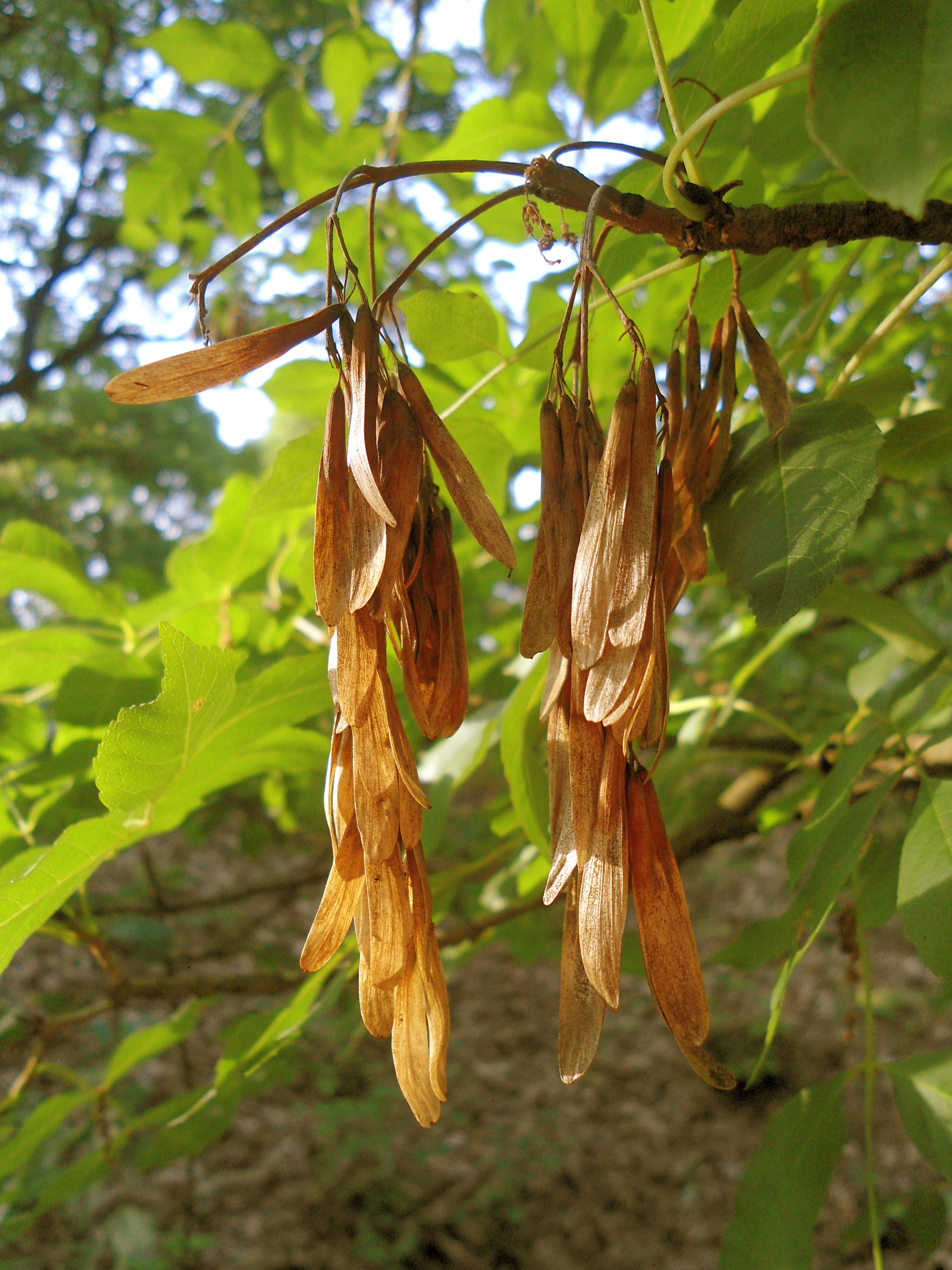
Fruchtstand

### Erscheinungsbild und Blatt
Die Manna-Esche ist ein sommergrüner, laubabwerfender Baum, der Wuchshöhen von 5 bis 10, selten bis 25 Metern erreicht. Der Stammdurchmesser erreicht 1 Meter. Er bildet eine lockere, ziemlich lichte und rundlich gewölbte Baumkrone. Der Stamm ist drehrund, gerade und gabelt sich erst in einiger Höhe vom Boden entfernt. Die glatt gräuliche Borke ist im Gegensatz zur Gewöhnlichen Esche nicht gefurcht. Die Äste gehen zum größten Teil strahlend ab, sind aber häufiger gebogen und gedreht als bei der Gewöhnlichen Esche. Die Rinde der Zweige ist oliv- bis graugrün, rundlich bis zusammengedrückt vierkantig und fein punktiert durch hellbraune Lentizellen. Die gegenständigen Knospen sind an der Vorderseite stumpf und etwas gewölbt und besitzen nur zwei äußere, (silbrig bis bräunlich-) graue Knospenschuppen.
Die gegenständigen und gestielten Laubblätter sind unpaarig gefiedert sowie ungefähr 15 bis 20 cm lang. Es sind meist 5 bis 9 Fiederblättchen vorhanden. Die deutlich gestielten Blättchen sind eiförmig bis elliptisch, lanzettlich, seltener verkehrt-eiförmig, zugespitzt, unregelmäßig gesägt und ungefähr 3 bis 7 cm lang. Ihre Oberseite ist mittelgrün, die Unterseite ist heller und auf den Blattadern vor allem an der Blättchenbasis bräunlich oder weißlich behaart.

### Blütenstand, Blüte und Frucht
Die Manna-Esche ist im Prinzip androdiözisch, also mit männlichen oder zwittrigen Exemplaren. Aber der Pollen der zwittrigen Blüten hat eine sehr niedrige Fruchtbarkeitsrate. So kann man die Art als funktionell diözisch betrachten, also mit männlichen und praktisch funktionell weiblichen Blüten bzw. Exemplaren. Die Blütezeit reicht von April bis Juni. Die angenehm duftenden Blüten erscheinen gleichzeitig mit den Blättern. In end- oder seitenständigen, zuerst aufrechten, später überhängenden, sehr dichten, ungefähr 10 cm langen und genauso breiten, am Grund beblätterten, rispigen Blütenständen stehen viele Blüten zusammen. Die zwittrigen oder funktionell männlichen Blüten sind vierzählig mit doppelter Blütenhülle. Die vier Kelchblätter sind unscheinbar. Die zwei oder meist vier weißlichen, schmalen Kronblätter sind 7 bis 15 mm lang. Die männlichen Blüten besitzen meist einen Pistillode. Die männlichen Exemplare produzieren viel mehr Blüten.
Das flache, einsamige Nüsschen (Samara) ist einseitig geflügelt, wobei der schmale, längliche Flügel etwa 1–2 Zentimeter lang ist. Die im Oktober reifen Früchte färben sich glänzend dunkelbraun.

### Chromosomenzahl
Die Chromosomenzahl beträgt 2n = 46.

## Vorkommen
Natürliche Vorkommen der Manna-Esche liegen im östlichen Mittelmeerraum. Fundorte sind nachgewiesen für Spanien, Frankreich (inklusive Korsika), Italien (inklusive Sizilien), die Schweiz, Österreich, Ungarn, die ehemalige Tschechoslowakei, das ehemalige Jugoslawien, Bulgarien, Rumänien, Albanien, Griechenland, die Türkei, Syrien und den Libanon. Die Manna-Esche wird in Südeuropa und dem südlichen Mitteleuropa als Zier- und Straßenbaum angepflanzt. In Deutschland gilt die Manna-Esche als eingebürgerter Neophyt. Hier kommt sie selten als Pioniergehölz auf ehemaligen Weinbergen und Steilhängen in Baden-Württemberg und Franken vor. Einbürgerungstendenzen zeigt sie auch in Siedlungsbereichen Nordrhein-Westfalens.
Die Manna-Esche ist eine Charakterart des Verbands Orno-Ostryon aus der Ordnung der Quercetalia pubescentis. Sie steigt in Mitteleuropa im Tessin bis in eine Höhenlage von 1165 Metern und in Südtirol bis 1500 Metern auf.
Die ökologischen Zeigerwerte nach Landolt & al. 2010 sind in der Schweiz: Feuchtezahl F = 2 (mäßig trocken), Lichtzahl L = 3 (halbschattig), Reaktionszahl R = 4 (neutral bis basisch), Temperaturzahl T = 4+ (warm-kollin), Nährstoffzahl N = 2 (nährstoffarm), Kontinentalitätszahl K = 3 (subozeanisch bis subkontinental).

## Systematik
Die Erstveröffentlichung von Fraxinus ornus erfolgte 1753 durch Carl von Linné in Species Plantarum, Tomus II, S. 1057. Ein Synonym von Fraxinus ornus L. ist Fraxinus paniculata Mill.
Fraxinus ornus gehört zur Sektion Ornus DC. aus der Gattung Fraxinus.
Je nach Autor gibt es etwa zwei Unterarten:
- Fraxinus ornus subsp. ornus: Sie kommt von Südeuropa und dem östlichen Mitteleuropa bis zum Kaukasus vor.[9]
- Fraxinus ornus subsp. cilicica (Lingelsh.) Yalt. (Syn.: Fraxinus cilicica Lingelsh.): Sie kommt in der südlichen Türkei (Cilicia) vor.[9]

## Verwendung als Heilpflanze
Als Heildroge dient Manna, der durch Einschnitte in die Rinde gewonnene, an der Luft eingetrocknete Saft (genannt Manna cannelata) 8 bis 10 Jahre alter Bäume. Dieser Anbau wurde besonders in Unteritalien betrieben. Der austretende Saft erstarrt an der Luft innerhalb weniger Stunden zu einer gelblich-weißen kristallinischen Masse, die an der Sonne getrocknet als Manna in den Handel kam. Ein Hektar Land mit etwa 5000 Bäumchen liefert 80 bis 1000 Kilogramm Manna. Regen löst Manna auf. Um der Gefahr zu begegnen, wurden in der Nacht in den Eschenhainen Wachen aufgestellt.
Der Saft enthält bis zu 90 % Mannitol neben Stachyose und anderen Zuckern; in Spuren kommt auch Fraxin vor.
Anwendung: Manna ist ein mildes Abführmittel und kann beispielsweise bei Hämorrhoiden und Darmfissuren oder anderen Erkrankungen, bei denen eine Darmentleerung mit weichem Stuhl erwünscht ist, verwendet werden. Auch Schwedenkräutermischungen enthalten oft Manna. Wirkstoff ist auch hier das süß schmeckende Mannitol. Mannitol ist ein Polyol und hat seinen Namen von der Manna-Esche erhalten.
Mannitol wird kaum im Darm resorbiert, sondern hält dort Wasser zurück, vermehrt dadurch den Darminhalt und regt somit die Peristaltik an. Intravenös verabreicht führt Mannitol zu einer starken Diurese, wie sie beispielsweise bei Vergiftungen und drohendem Nierenversagen erwünscht ist. Allerdings ist der medizinische Einsatz von Mannitol im akuten Nierenversagen umstritten und kann sogar gesundheitsschädlich sein. Darüber hinaus hat Mannitol eine gewisse Bedeutung als Zuckeraustauschstoff für Diabetiker, da der Stoff unabhängig von Insulin abgebaut wird. Auch als Füll- und Bindemittel für Tabletten wird Mannitol verwendet.
Heute gewinnt man Mannitol meist durch Hydrierung von Glucose oder Invertzucker.

## Trivialnamen
Für die Manna-Esche bestehen bzw. bestanden auch die weiteren deutschsprachigen Trivialnamen: Blütenesche, Blumenesche, Himmelsbrot, Himmelsthau, Leympawm (mittelhochdeutsch), lidbaum (althochdeutsch), Limbom (althochdeutsch), Linboum (althochdeutsch), Mamaesche, Wieläsch, Zwergesche und in südlichen Regionen auch kurz Esche.